# Космос-913
Космос-913 је један од преко 2400 совјетских вјештачких сателита лансираних у оквиру програма Космос.
Космос-913 је лансиран са космодрома Плесецк, СССР, 31. маја 1977. Ракета-носач Р-14 Чусоваја (рус. Чусовая) (8К65, НАТО ознака SS-5 Skean) са додатим степеном је поставила сателит у орбиту око планете Земље. 